# روزانا أركيت
روزانا اركيت (بالإنجليزية: Rosanna Arquette)‏ ممثلة ومخرجة أمريكية من مواليد 10 أغسطس 1959. حاصلة على جائزة بافتا 1985 لأفضل ممثلة في دور مساند عن فيلم Desperately Seeking Susan.

## وصلات خارجية
- روزانا أركيت على موقع IMDb (الإنجليزية)
- روزانا أركيت على موقع ميتاكريتيك (الإنجليزية)
- روزانا أركيت على موقع روتن توميتوز (الإنجليزية)
- روزانا أركيت على موقع مونزينجر (الألمانية)
- روزانا أركيت على موقع قاعدة بيانات الأفلام العربية
- روزانا أركيت على موقع ألو سيني (الفرنسية)
- روزانا أركيت على موقع ميوزك برينز (الإنجليزية)
- روزانا أركيت على موقع تيرنر كلاسيك موفيز (الإنجليزية)
- روزانا أركيت على موقع أول موفي (الإنجليزية)
- روزانا أركيت على موقع بوكس أوفيس موجو (الإنجليزية)
- 1M1 Records Rosanna Arquette is Wendy Cracked a Walnut.
- Rosanna Arquette official website